# 福田正敏
福田 正敏（ふくだ まさとし、1984年 - ）は、日本の映像作家、演出家。静岡県出身。

## 監督
- 「ほんとに映った！死のビデオ」16巻〜21巻（2020年〜2021年）- 監督（構成・演出）
- 「封印闇映像」21巻〜26巻、34巻〜41巻 - 演出

## 助監督・編集など
- ほんとに映った！死のビデオ16巻〜27巻（2020年〜2022年）編集協力